# Reemaillierung

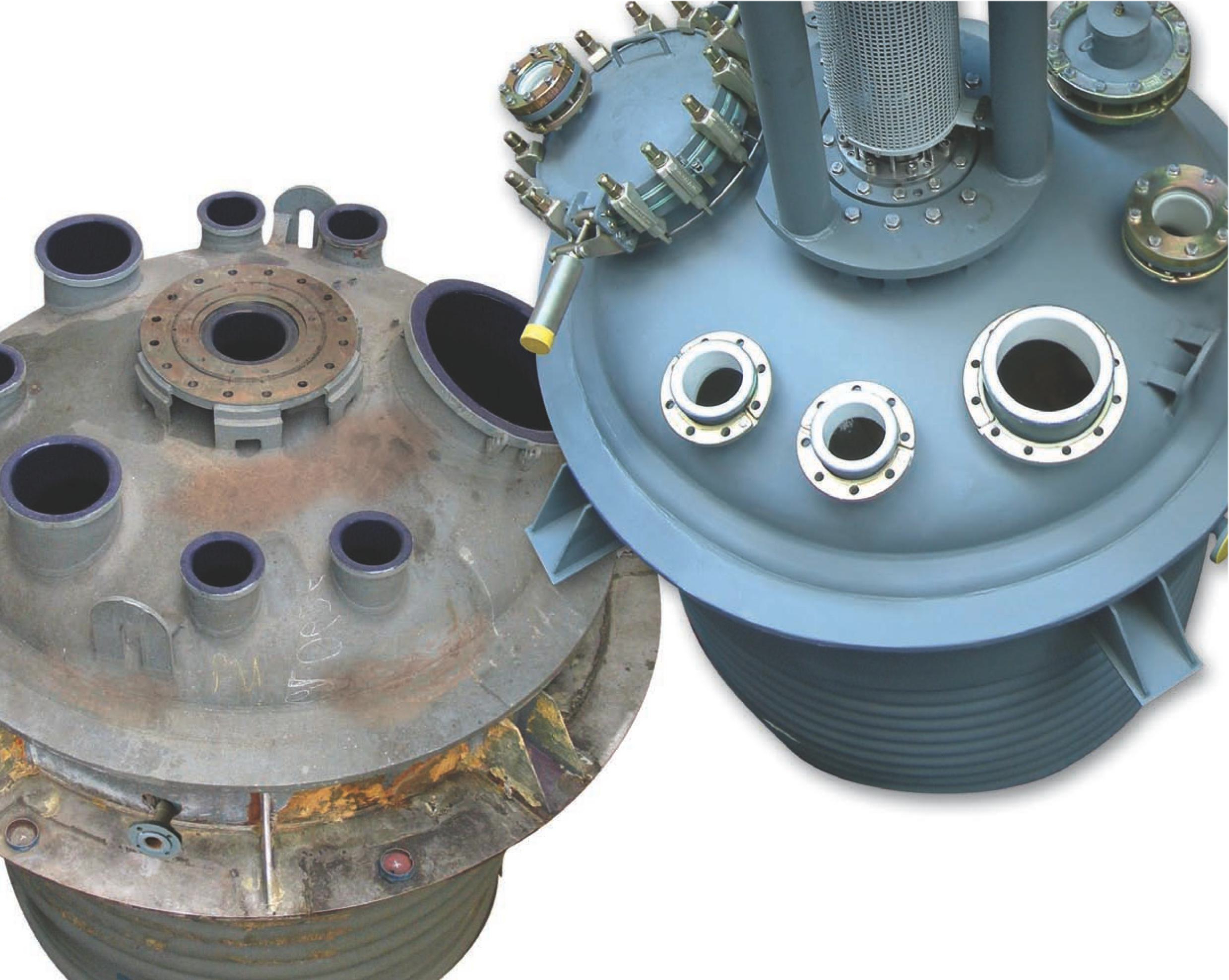
Links: Apparat vor der Reemaillierung; rechts: reemaillierter Rührbehälter

Die Reemaillierung ist das erneute Auftragen einer Emaillebeschichtung (aus Technischem Email) auf einen bereits vorhandenen, emaillierten verfahrenstechnischen Apparat (zum Beispiel Rührbehälter) oder einer seiner Komponenten und Bauteile (zum Beispiel Rührer).
Beim Reemaillieren wird zunächst eine noch vorhandene, in der Regel verschlissene oder beschädigte Emailschicht mit Hilfe des Sandstrahlens komplett entfernt. Anschließend werden schadhafte Stellen im Stahlbau des Apparates repariert. Sofern es sich um zu reemaillierende, drucktragende Teile handelt, erfolgt nun eine Druckprobe im Beisein einer „benannten Stelle“ nach Druckgeräterichtlinie.
Dann wird der Apparat oder das Bauteil einer Wärmebehandlung bei ca. 900 °C unterzogen, um Verunreinigungen auf und unter der später zu emaillierenden Oberfläche zu entfernen und den Stahl spannungsfrei zu machen. Nach erneutem Sandstrahlen und einer Farbeindringprüfung der zu emaillierenden Oberfläche wird der Apparat oder das Bauteil erneut emailliert.
In vielen Fällen erfolgt im Rahmen einer Reemaillierung auch die Überarbeitung und Reparatur bzw. Erneuerung anderer Bauteile des Apparates, wie zum Beispiel der Antrieb oder die Gleitringdichtung. Zusätzlich kann der Apparat im Rahmen eines Retrofit auch auf veränderte Anforderungen des Betreibers hin angepasst oder optimiert werden. In vielen Fällen wählt der Kunde modernere Emails oder eine verbesserte Rührtechnik, die den Betrieb des reemaillierten Apparates wirtschaftlicher machen.
Nach dem Reemaillieren und der Überarbeitung der weiteren Apparatekomponenten steht dem Betreiber ein quasi neuwertiger Apparat zur Verfügung, der üblicherweise ohne Einschränkungen gegenüber dem ursprünglichen Apparat eingesetzt werden kann. Weiterhin werden Apparate im Rahmen der Reemaillierung häufig auch mit neuen Technologien ausgestattet, die die Leistungsfähigkeit oder die Verfügbarkeit des emaillierten Apparates erhöhen.
Um die Energieeffizienz emaillierter Reaktoren zu verbessern, ist es zum Beispiel sinnvoll, die Mantelstutzen mit Strömungsdüsen auszustatten.
Je nach Zustand des Stahlbaus des emaillierten Apparates sind mehrere Reemaillierungen möglich. Die Reemaillierungsgrenze ist beispielsweise dann erreicht, wenn
- der Aufwand zur Reparatur von Schäden am Stahlbau des Apparates unwirtschaftlich hoch wäre
- die Werkstoffeigenschaften sich infolge einer Vielzahl von Brennzyklen in unzulässiger Weise verändert haben
- die Wandstärken des Druckbehälters die untere zulässige Grenze großflächig unterschritten haben
- die durch das Brennen der Bauteile sich einstellenden Verformungen und Verzüge unzulässig groß werden

## Durchführung der Reemaillierung
Es ist prinzipiell möglich, Apparate und Komponenten von allen Herstellern von emaillierten Apparaten bei jedem der Hersteller zu reemaillieren. Neben den zu reemaillierenden Bauteilen ist es erforderlich, dass dem reemaillierenden Unternehmen auch die Druckgerätedokumentation (Kesselbuch) des Apparates zur Verfügung gestellt wird. Es ist in vielen Fällen besonders zweckmäßig, das Reemaillieren durch ein Unternehmen durchführen zu lassen, welches sich unter anderem auf die entsprechenden Prozessschritte spezialisiert hat und eine entsprechende Expertise aufweist.
Dabei ist es in der Regel unerheblich, von welchem Hersteller der zu reemaillierende Apparat stammt.